# Pra della Valle in Padua
Pra della Valle in Padua este o pictură în ulei pe pânză din 1741-1746 a pictorului italian Canaletto. A intrat în colecția nobilului milanez Gian Giacomo Poldi Pezzoli și de acolo a ajuns la proprietarul său actual, Museo Poldi Pezzoli din Milano.

## Istorie
Prima descriere scrisă a operei a fost realizată de Emmanuele Antonio Cicogna, care a menționat pictura ca făcând parte din colecția lui Giuseppe Pasquali din Veneția. El a mai declarat că „a fost gravată pe o matriță a aceluiași artist, dar cu variații între pictură și tipar”. Biblioteca Regală de la Castelul Windsor găzduiește o gravură a aceluiași subiect fiind una dintre cele 31 de lucrări după Canaletto în colecția lui Joseph Smith, britanic rezident în Veneția, și două desene pregătitoare pentru tablouri. Alte versiuni atribuite, de asemenea, lui Canaletto se află în colecții private și o alta atribuită elevului său, Francesco Guardi, se află acum la Musée des Beaux-Arts de Dijon.
Lucrarea a fost atribuită inițial lui Bernardo Bellotto de către Giuseppe Bertini de la Museo Poldi Pezzoli în catalogul colecției din 1881, dar istoricii de artă din zilele noastre consideră că este suficient de asemănător cu operele lui Canaletto din 1740 pentru a fi sigură că îl atribuie lui.